# Discophallus philipi
Discophallus philipi är en insektsart som beskrevs av Andrej Vasiljevitj Gorochov 2009. Discophallus philipi ingår i släktet Discophallus och familjen Mogoplistidae. Inga underarter finns listade i Catalogue of Life.